# 난징 10년

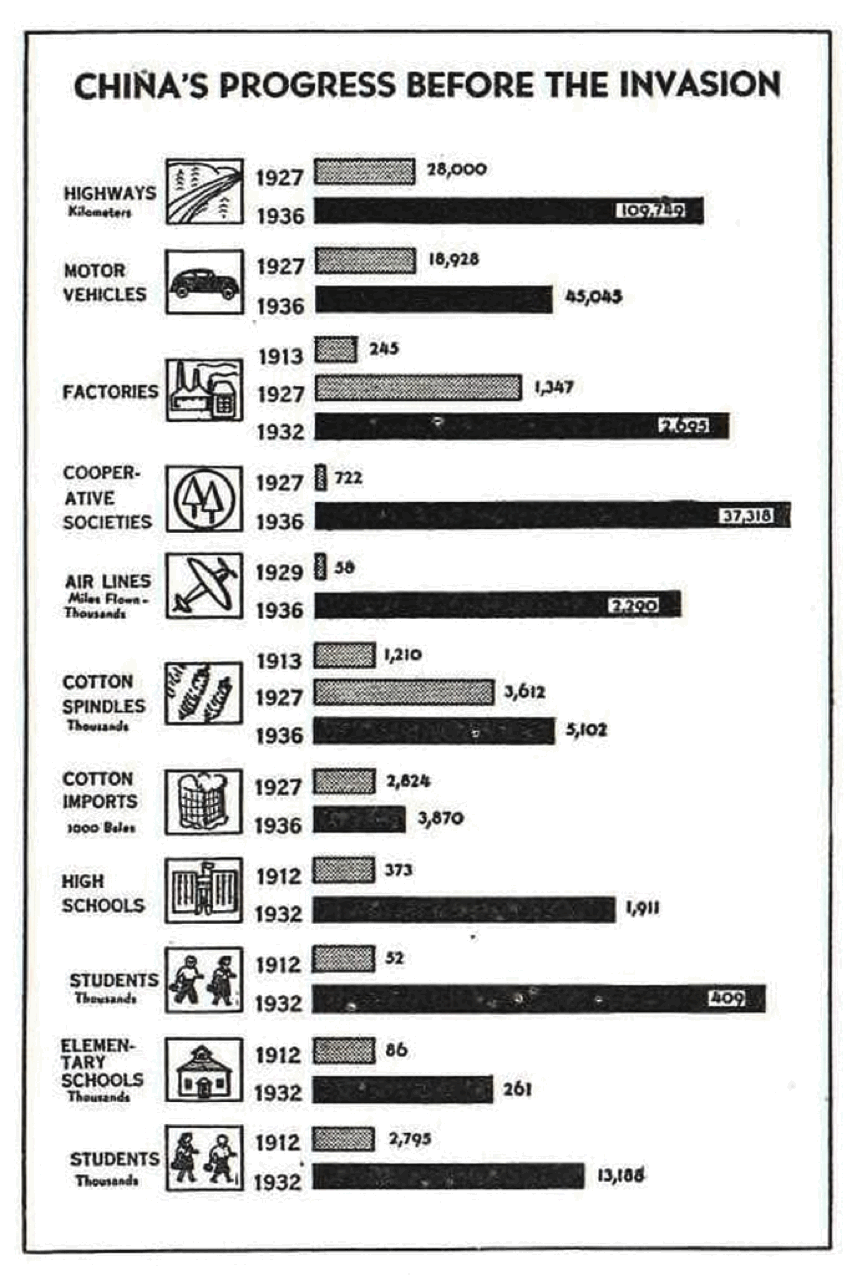
미국 전시 소책자에서 발췌한 중국의 발전 차트

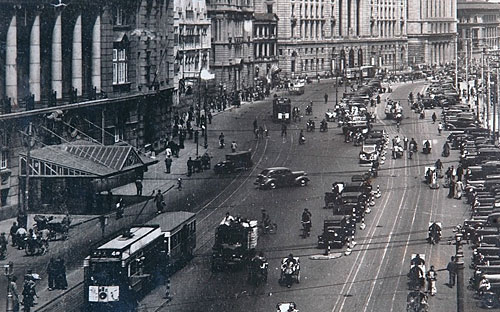
1930년대 상하이의 와이탄

난징 10년(중국어 정체자: 南京十年, 병음: Nánjīng shí nián, 또는 황금 10년, 중국어 정체자: 黃金十年, 병음: Huángjīn shí nián)은 중화민국에서 1927년(또는 1928년)부터 1937년까지의 10년을 비공식적으로 부르는 이름이다. 이 기간은 국민당 총사령관 장제스가 1927년 북벌 도중 직계군벌 군벌 쑨촨팡으로부터 난징을 점령하면서 시작되었다. 장제스는 우한에 좌익 국민정부가 존재함에도 불구하고 난징을 국가 수도로 선포했다. 우한 파벌은 양보했고, 북벌은 1928년 베이징의 북양정부가 전복될 때까지 계속되었다. 난징 10년은 1937년 중일 전쟁 발발과 국민정부의 우한으로의 후퇴로 막을 내렸다. GDP 성장률은 1929년부터 1941년까지 연평균 3.9%를 기록했으며, 1인당 GDP는 약 1.8%였다. 역사학자들은 이 시기를 중국 보수주의의 시기로 본다.
난징은 상징적, 전략적으로 중요한 도시였다. 명나라는 난징을 수도로 삼았고, 1912년에는 그곳에서 공화국이 수립되었으며, 쑨원의 임시정부도 그곳에 있었다. 장제스의 정당성을 확고히 하기 위해 쑨원의 유해가 웅장한 묘소에 안치되었다. 장제스는 인근 저장성에서 태어났으며, 그 지역은 그에 대한 대중적 지지가 강했다.
난징 10년은 발전과 좌절이 교차하는 시기였다. 이 시기는 이전의 군벌 시대보다 훨씬 안정적이었다. 경제 성장을 허용하고 야심찬 정부 프로젝트를 시작할 만큼 충분한 안정이 있었으며, 그 중 일부는 1949년 이후 인민 공화국의 새 정부에 의해 다시 추진되기도 했다. 국민당 외교관들은 서구 정부로부터 외교적 승인을 협상하고 불평등 조약을 해체하기 시작했다. 기업가, 교육자, 변호사, 의사 및 기타 전문직 종사자들은 이전 어느 때보다 자유롭게 현대적 기관을 설립할 수 있었다. 그러나 국민정부는 반대 의견을 억압했고, 부패와 족벌주의가 만연했으며, 여러 성에서 반란이 일어났다. 또한 정부 내부에서도 내분이 계속되었다. 국민당은 중국공산당을 완전히 진압하지 못했고, 일본의 침략을 저지하지 못한 것에 대한 광범위한 불안과 시위에 대처하는 데 어려움을 겪었다.

## 당국가

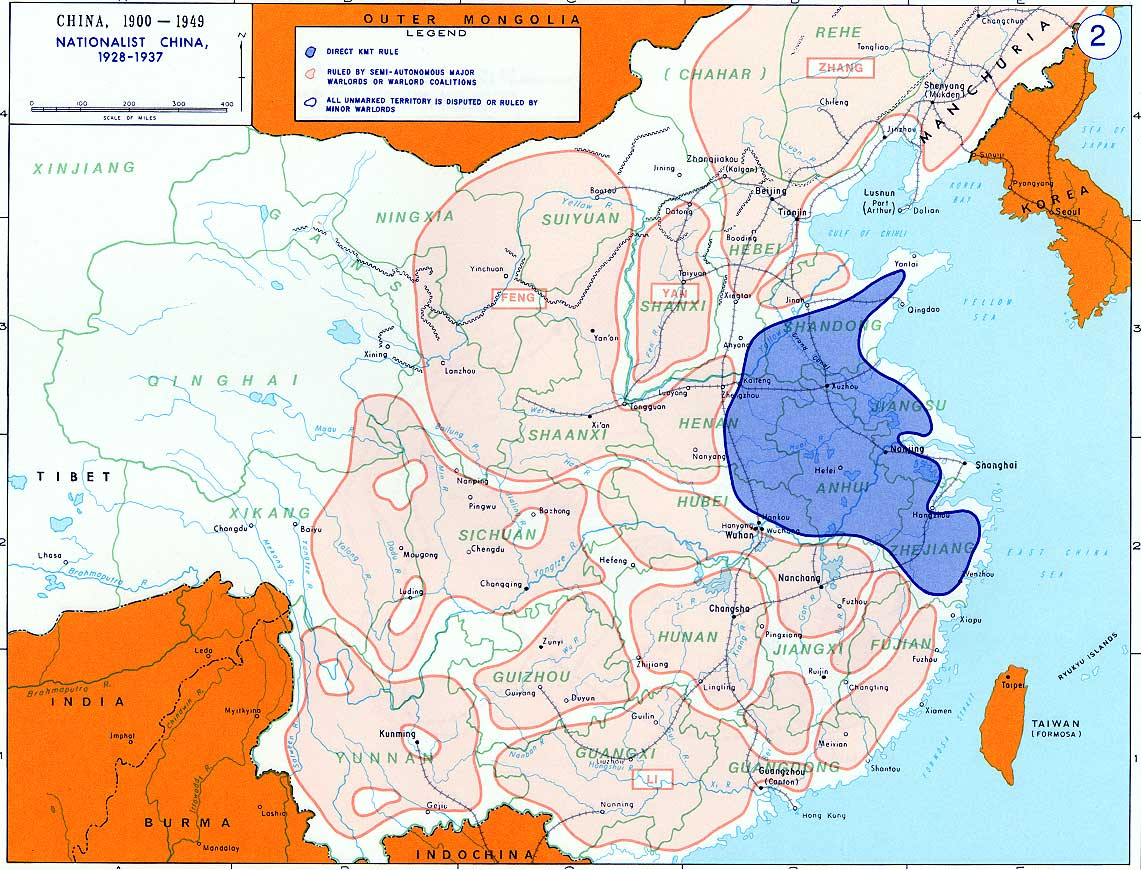
"난징 십년" 동안의 통제 구역 지도

국민당 일당제의 조직과 기능은 쑨원의 "혁명의 3단계"와 그의 당국가 정책에서 파생되었다. 첫 번째 단계는 북벌로 수행된 군사적 통일이었다. 두 번째는 국민당이 국민들에게 정치적, 시민적 권리를 교육하기 위해 이끄는 임시 정부인 "정치 훈련"이었고, 세 번째 단계는 헌정 정부였다. 국민당은 1928년에 자신들이 두 번째 단계에 있다고 보았다.
국민당은 삼민주의를 기반으로 하는 5개 원 정부를 수립했으며, 여기에는 행정원, 입법원, 사법원, 감찰원, 고시원이 포함된 조직법을 사용했다. 이 정부는 국제적 인정을 받았던 해체된 북양정부와의 연속성을 부정했지만, 국가는 여전히 중화민국으로 동일했다. 그럼에도 불구하고, 북양정부의 많은 관료들이 일자리를 얻기 위해 난징으로 몰려들었다.
장제스는 1928년 10월 국민당 중앙집행위원회에 의해 국민정부 주석으로 선출되었다. 국민대회가 없는 상황에서 국민당의 당대회가 그 역할을 수행했다. 공무원 직위에 당원 자격이 필수였기 때문에, 국민당은 직업 추구자들과 기회주의자들로 가득했다.
국민당은 장제스 지지파와 반대파로 심하게 분열되어 있었다. 통일 후 당내 최대 파벌은 장제스 지지파인 황푸 계열(일명 국민혁명군 제1군집단/중앙군)로, 당원 절반 이상을 차지했다. 황푸의 하위 파벌 중 하나는 악명 높은 남의사였다. 다음은 장제스 지지파 민간인 단체인 CC계였다. 세 번째 그룹인 기술관료적 정치학연구회는 다른 두 장제스 지지 파벌보다 더 자유주의적이었다. 이들은 1916년 첫 국민대회에 참가한 국민당원들에 의해 결성되었다. 이 세 파벌은 장제스의 호의를 얻기 위해 서로 경쟁했다.
장제스에 대한 반대는 좌익과 우익 양측에서 나왔다. 좌익 반대파는 왕징웨이가 이끌었으며 재조직파로 알려졌다. 우익 반대파는 호한민이 이끌었다. 호는 어떤 파벌도 만들거나 가입하지 않았지만, 린썬이 이끄는 서산회의파의 정신적 지도자로 여겨졌다. 당 내에는 쑨커처럼 어떤 파벌에도 속하지 않은 개인들도 있었다. 이 반장제스 인사들은 당내에서 소수였지만, 북벌 중이나 그 이후에만 가입한 많은 장제스 지지 간부들과 달리, 그들의 연공서열 덕분에 큰 힘을 가졌다. 장제스는 이 파벌들을 교묘하게 서로 대립시켰다. 당 자체는 단순한 선전 기계로 전락했으며, 실질적인 권력은 장제스와 국민혁명군에 있었다.

## 당내 투쟁
1922년, 국민당은 군벌을 물리치고 중국을 통일하기 위해 공산당과 제1차 국공 합작을 결성했다. 그러나 1927년 4월, 장제스는 공산당과 결별하고 전선에서 그들을 숙청했는데, 이는 우한의 국민당 지도부의 뜻에 반하는 것이었다. 그는 난징에 경쟁 국민당 정부를 세웠다. 분열과 숙청은 국민당의 북벌에 해로웠으며, 직계-봉천 연합이 성공적인 반격을 개시할 수 있게 했다. 대부분 좌익인 우한 파벌도 곧 공산당을 숙청하고 난징에서 장제스와 재결합했다. 북벌은 1928년 2월에 다시 시작되어 그 해 말까지 성공적으로 중국을 통일했다.
북벌 말기, 국민혁명군은 장제스의 황푸 군관학교 계열, 펑위샹의 서북군, 옌시산의 진계군벌, 리쭝런의 신계계 등 4개 군집단으로 구성되어 있었다. 장제스는 다른 세 군집단을 직접 통제하지 못했기 때문에 이들을 위협으로 간주했다.
1929년 2월, 리쭝런은 후난의 장제스 지지 주석을 해고했지만, 장제스가 반대하여 3월에 두 사람은 충돌했고, 이는 리의 패배와 제3차 당대회에 의한 (일시적인) 국민당 축출로 이어졌다. 펑위샹은 5월 19일 반란을 일으켰지만, 그의 군대 절반이 뇌물로 인해 이탈하면서 굴욕을 당했다. 10월부터 2월까지 왕징웨이와 린썬이 반대파에 합류하면서 전투가 재개되었다. 1930년 5월, 중원 대전이 발발하여 장제스와 베이징 파벌인 옌시산, 펑위샹, 리쭝런, 왕징웨이가 대결했다. 승리했지만, 이 분쟁으로 장제스 정부는 파산했다.
1931년, 호한민은 장제스의 임시 헌법을 막으려 했고 가택 연금되었다. 이는 천지탕, 리쭝런, 쑨커 및 다른 반장제스 파벌들이 광저우로 모여 경쟁 정부를 수립하면서 또 다른 봉기를 일으켰다. 일본의 만주 침공으로 인해 전쟁은 피했지만, 이는 장제스가 호를 석방하고 주석과 총리직에서 사임하는 결과를 낳았다. 장제스의 영향력은 1932년 상하이 전투 시작과 함께 군사위원회 위원장이 되면서 회복되었다. 호는 광저우로 이동하여 양광에서 자치 정부를 이끌었다.
1933년 11월, 반체제 국민당 인사들에 의해 푸젠 반란이 일어났다. 이 반란은 1월에 진압되었다.
장제스의 두 번째 총리 재임 기간 동안, 호한민은 1936년 5월 12일에 사망하여 남부에 권력 공백을 남겼다. 장제스는 그 공백을 남부의 자치권을 종식시킬 충신으로 채우고 싶어 했다. 천지탕과 리쭝런은 장제스를 전복시키려 공모했지만, 뇌물과 이탈로 정치적으로 밀려났다. 천은 사임했고 음모는 흐지부지되었다. 12월, 장제스는 납치되어 장쉐량에 의해 제2차 국공 합작에서 일본 점령에 맞서 공산당과 동맹을 맺도록 강요받았다.
이 외에도 국민당과 관련된 마가군벌과 신장군벌은 1931년부터 1937년까지 신장 전쟁에서 서로 대립했으며, 이때 소련의 지원이 신장군벌의 승리를 도왔다. 신장은 이후 소련의 보호국이자 공산주의자들의 안전지대가 되었다. 마가군벌은 1934년에 쑨뎬잉과도 싸웠다.
중일 전쟁 중 왕징웨이의 괴뢰 정부는 이러한 당내 권력 투쟁의 연장선으로 볼 수 있다.
이러한 내전은 루거우차오 사건 직전 장제스의 직접 통치를 4개 성에서 11개 성으로 확장시켰다.

## 공산주의자와 다른 정당의 탄압
1927년 공산주의자 숙청으로 시작된 국공 내전은 1936년 12월 제2차 국공 합작이 형성될 때까지 계속되었다. 이 기간 동안 국민당은 포위 섬멸전을 사용하여 공산주의자들을 파괴하려 했다. 공산주의 초기 시가전 전략의 실패는 유격전을 옹호한 마오쩌둥의 부상으로 이어졌다. 공산주의자들은 다이리가 이끄는 비밀경찰의 탄압으로 도시 지역에서 훨씬 약했다. 많은 공산주의자와 공산주의 동조자로 의심되거나 실제 동조자들이 투옥되었는데, 여기에는 녜 원수의 아내와 네 살짜리 딸도 포함되었다.
심하게 박해받았던 다른 정당으로는 청년당과 "제3당"이 있었다. 이들은 중국 민주 동맹의 일부로 제2차 국공 합작에 참여가 허용된 중일 전쟁까지 금지되었다.

## 난징 십년 중 군벌 분쟁
- 산둥 동북부 군벌 반란
  - 베이징 반란
- 중원 대전
- 한-류 전쟁
- 두 류 전쟁
- 닝샤 전쟁 (1934년)

## 일본 및 소련과의 분쟁
- 중국-소련 분쟁 (1929년)
- 소련의 신장 침공
- 신장 전쟁 (1937년)
- 난징 사건 (1927년)
- 5·3 참변

## 군사 발전
중원 대전 이후 장제스는 호한민이 입법원 사용을 막고 왕징웨이가 행정원 사용을 막았기 때문에 전국을 완전히 통제할 수 없었다. 따라서 장제스는 자신이 이끄는 군사위원회의 하위 기관인 야전사령부로 눈을 돌렸고, 군대를 기반으로 자신의 의제를 정부를 통해 강제했다. 이 사령부는 위어완(하남, 호북, 안후이), 위산진(하남, 섬서, 산시), 베이핑(열하, 차하르, 수이위안, 허베이)으로 구성되었으며, 이들 중 가장 크고 중요한 곳은 장시, 광동, 후난, 푸젠, 후베이 지역을 통제하는 난창 본부였다.

### 보갑제도
중국의 공동체 기반 징집 제도인 보갑제도는 중국군의 새로운 징병 제도의 기초가 될 예정이었다. 허잉친은 1928년 보고서에서 이 제도가 저렴한 비용으로 많은 규율 잡힌 군인을 양성할 수 있다고 주장하며 그 구현을 제안했다. 그는 또한 이 제도가 중국에서 군국주의를 다시 일으키고 도적떼를 약화시킬 것이라고 주장했다. 그는 보갑제도가 널리 퍼져 있던 광시, 윈난, 구이저우의 빈곤과 교육 부족을 일축했다.
보갑제도(그리고 일반적인 보편적 징병제)는 중국의 제한된 재정과 방대한 인구를 고려할 때 실현 불가능하여 거부되었다. 대신, 병력은 6개 범주(일본의 시스템과 유사)로 조직되었으며, 현역 병력은 2년 복무, 훈련된 예비 병력 2개 계급은 각각 5년과 10년 복무, 그리고 지역 편성의 보충 병력 2개 계급으로 구성되었다. 모든 잉여 병력은 가능한 경우 특별 훈련을 받았으며, 이 방법을 통해 50개 사단이 편성될 예정이었다. 이후 국민당은 이 징병 및 훈련 시스템에 전념했다.
그러나 1932년 장제스는 보갑제도 시행을 명령했고, 모든 관리(현 수준까지)는 보갑군 훈련을 조직하라는 지시를 받았다. 지역 및 지역 지도자들에게는 최우선 순위가 주어졌고, 실패 시 처벌을 받았다. 장제스는 1934년에 이 프로그램을 완료할 것을 명령했으며, 허난성에서만 3개월 만에 3백만 명의 농민이 등록될 예정이었다. 양용타이는 위어완 야전사령부(보갑제도의 주요 조직자)를 이끌었다. 처음에는 보갑 부대가 지역 민병대 역할을 했으며, 주요 역할은 다른 국가의 비상/민방위 서비스와 유사했다. 이러한 역할에는 도적 소탕 작전, 관개 작업, 홍수 통제, 도로 건설, 군사 진지 건설 등이 포함되었다.
보갑 제도는 또한 수백만 명의 중국 남성과 그들의 가족을 등록하여 통계를 포괄적으로 기록할 수 있게 했다. 1933년 봄까지 안후이의 80개 이상의 현에서 보갑 제도의 높은 목표가 달성되었으며, 후베이와 허난에서도 비슷한 진전이 있었다.
1936년까지 보갑제도는 군대 시스템과 연결되어 12개 사단의 5만 명의 징집병이 보갑을 통해 정규군에 소집되었다. 1937년 초까지 이는 20개 보갑 사단으로 증가했으며, 60개 사단 계획에 따라 40개 사단이 추가로 증설될 예정이었다.

### 민병대
근대 중국의 민병대는 증국번과 그의 문인들이 고안한 것으로, 국민정부에 의해 반공 정책에 활용되고 지방에서 중앙 정부의 권력을 강화하기 위해 흡수되었다. 1928년, 성급 직책인 농촌평화감독관(Qingxiang duban)이 신설되었고, 이후 평화유지사령관(bao'an siling)으로 명칭이 변경된 농촌평화사령관(Qingxiang Siling)이 이들을 통제했다. 성의 성장(省長)은 당연직으로 이 직책을 겸했지만, 대부분의 군사 및 행정 조치가 이 직책 하에서 이루어지면서 빠르게 성장직과 동등한 권한을 가진 직책이 되었다. 이 직책은 주로 공산주의 혁명가와 유격대를 진압하는 임무를 맡았으며, 따라서 모든 성급 민병대를 통제했다.
이 직책은 북벌 기간 동안 농촌 지역에서 중국공산당의 세력 확장을 통제하기 위해 반공 민병대를 조직하려는 이전의 노력들을 기반으로 만들어졌다. 이러한 초기 형태의 민병대는 마을, 읍, 면 단위로 조직되었으며, 조율 없이 강한 지역적 유대 관계를 가지고 있어 민병대의 효율성을 저해했다. 성급 직책의 형성은 이를 개선하고 지역 신사와 "괴롭힘"이 사적인 이익을 위해 민병대를 사용하는 것을 막기 위한 것이었다.
후난성에서 시행된 개혁은 하양쯔 지역뿐만 아니라 후베이성과 장시성에도 유사하게 적용되었다. 민병대(평화 유지군 및 보갑대)의 제도화와 확산으로 인해, 이들이 설립된 성에서는 도적떼가 거의 사라졌으며, 남아있는 도적들은 산이나 해안 섬으로 도피했다. 후난성 평화유지군이 일시적으로 정규군으로 사용된 것은 이러한 군대의 강점을 증명한다.
| 수치                    | 장쑤    | 저장    | 허난    | 후베이  | 후난    | 안후이  | 장시    | 푸젠    | 산시    | 합계                  |
| ----------------------- | ------- | ------- | ------- | ------- | ------- | ------- | ------- | ------- | ------- | --------------------- |
| 무장 병력               | 7,810   | N/A     | 54,686  | 34,773  | 33,824  | 24,233  | 39,847  | 29,859  | 16,542  | 241,571               |
| 권총                    | 5,748   | 21,937  | 22,597  | 28,682  | 21,096  | 20,822  | 34,383  | 12,512  | 16,243  | 183,450               |
| 박격포                  | 32      | 52      | 32      | N/A     | N/A     | N/A     | 8       | 42      | N/A     | 166                   |
| 기관총                  | 70      | 375     | 73      | N/A     | 30      | N/A     | 103     | 42      | N/A     | 518                   |
| 월별 지출 (위안) {연간} | 480,000 | 510,000 | 603,428 | 400,000 | 460,000 | 314,709 | 470,594 | 482,592 | 140,240 | 3,378,971{40,547,652} |

#### 후난성의 민병대

##### 초기 개혁
1928년 후난성에서 성장(허젠)은 성의 민병대를 재편성하고 중앙 정부의 통제 하에 두기 위한 일련의 규정을 발표했다. 각 현은 가정 징병 민병대(aihutuan)라는 용어로 민병대를 조직하도록 명령받았으며, 현의 민병대 자금, 무장, 모집 및 배치 등을 통제하는 현장이 이끄는 일반국을 두도록 했다. 이는 이론적으로 민병대를 중앙집권화하는 것이었다. 민병대의 부국장은 현장이 현 조직에서 보낸 추천에 따라 임명되었다. 민병대원은 두 가지 범주로 나뉘었다. 첫 번째는 18세에서 40세 사이의 남자 3명 중 1명으로 구성된 무급 감시 순찰대(shouwangdui)로, 다양한 근접 무기와 산탄총으로 무장하고 보갑의 지휘와 조직을 받았다. 두 번째 범주는 감시 순찰대의 우수한 인원으로, 90명 규모의 상비 중대(changbeidui)로 조직되어 3년간 급여를 받으며 복무하고 표준화된 무장을 지급받았다. 각 현은 자원과 필요에 따라 5~20개의 중대를 구성해야 했다.
그러나 이 첫 번째 조직은 현장이 다른 많은 기능들을 가지고 있었기 때문에 민병대를 제대로 관리할 수 없었고, 이는 부관(종종 지역 엘리트 출신)이 여전히 민병대를 통제하여 민병대 중앙 집권화라는 규정의 목적을 훼손하는 결과를 낳았다. 둘째, 국민당 교리와 선전을 보급하는 데 사용될 의도였던 감시 순찰대 또한 지역에서 필요한 훈련을 제대로 도입하지 못했고, 자원도 부족하여 무질서하게 도입되거나 전혀 도입되지 않았다. 이는 감시 순찰대에서 모집될 예정이었던 상비 중대를 약화시켰고, 대신 정규군과 용병들이 감시 순찰대라는 이름으로 불리면서 광범위한 대중 기반과의 연결 노력이 훼손되었다. 또한 이러한 병력을 지휘할 경험 있고 훈련된 인력이 부족했으며, 마지막으로 병력의 소규모 분할은 대규모 공산주의 집단이나 심지어 도적떼와 싸울 능력을 저해했고, 다른 현을 돕는 것은 말할 것도 없이 즉각적인 지역 사회를 떠나는 것을 꺼리게 만들었다.

##### 추가 개혁
1930년 새로운 규정이 발표되어 아이후투안(愛護團)의 대상을 18세에서 40세 사이의 모든 건장하고 법을 준수하는 남성으로 확대하여, 명시적으로 성 전체를 군사화하는 것을 목적으로 했다. 허젠은 아이후투안 전체에 총을 지급하는 것을 거부하고, 대신 반공 활동을 조직하는 능력에 초점을 맞춰 원래 의도보다 더 정치적인 목적을 부여했다. 허젠은 또한 이 규정의 적절한 시행을 성 전체에서 보장하기 위해 검사를 명령했으며, 아이후투안이 반공 캠페인에 군대와 합류했다는 보고가 언론에 보도되었다. 민병대에 관한 4개 성 회의 이후 허젠은 추가 편성을 승인하여 각 현에 기존 병력에 따라 창베이두이(常備隊) 중대를 단일 평화유지 대대 또는 연대로 통합하도록 명령했다. 군사 용어의 사용은 허젠이 이러한 평화유지 편성을 군대의 보조병으로 의도했기 때문이며, 그는 급여, 연금 및 모집을 군사 표준에 맞추는 규정을 도입했다. 상급 장교는 군 장교가 지휘하고 하급 장교는 군사 훈련을 받으며, 때로는 경험을 쌓기 위해 단기간 동안 군대에 배치되기도 했다. 또 다른 주요 변화는 현을 우회하여 감독관(허젠)의 지휘를 통합한 것이었다. 그리고 그는 민병대 지휘 직책에 자신의 사람들을 임명하여 지역 엘리트로부터 지휘권을 장악했다. 이는 성을 허젠이 임명한 지구 사령관이 이끄는 특별 구역으로 나누고, 여러 구역과 다른 지역에서 민병대를 사용하며, 다른 지역에 기지를 두어 현과의 연계를 완전히 제거함으로써 더욱 강화되었다. 1933년 허젠은 후난성 전체에 걸쳐 지리적 명칭 대신 숫자로 지정된 29개 평화유지 연대를 설립했다.

### 교육
5·3 참변 이후 특히 학생 단체의 대중적 압력으로 인해 모든 중국 학교에 군사 훈련이 도입되었고, 중앙 정부에서 강사들이 파견되어 군사 훈련의 시행을 감독하게 되었다. 처음에는 하양쯔 지역에서 시행되었고, 이후 국민당 통제 하의 다른 지역으로, 그리고 전국으로 확대되었다. 1935년까지 491개 중등학교와 33,654명의 중등학생이 참여했으며, 하양쯔 지역에서는 더 많은 학교와 학생들이 참여했다. 규정에 따르면 모든 남학생은 고등학교 첫 2년 동안 주당 3시간의 훈련과 여름에 3주간의 집중 훈련 세션을 이수해야 했다. 여학생은 응급처치 및 기타 의료 훈련을 받았다. 수업은 주당 2시간의 실습과 1시간의 이론으로 구성되었다. 훈련은 전투, 요새화, 신호 및 통신, 사격술, 교련, 무기 제조 및 국제 군사 동향과 같은 주제를 다루는 덜 강도 높은 군사 사관학교 과정과 유사했다. 1935년 장쑤, 저장, 상하이, 난징에서 집단 군사 훈련이 조직되었고, 3개월 과정으로 하사관 훈련을 제공했으며, 모든 1학년 남학생에게 의무적으로 이수하게 했다. 또한 국가와 국민당에 대한 충성심을 포함한 "정신 훈련"도 도입되었다.

## 개혁
중국 최초의 정부 후원 사회공학 프로그램은 1934년 신생활운동과 함께 시작되었다. 또한 농촌재건운동과 같은 비정부 개혁은 농촌 문제를 해결하는 데 상당한 진전을 보였다. 이 운동에 참여한 많은 사회 운동가들은 미국에서 교수로 졸업했다. 그들은 만연한 전쟁과 자원 부족으로 인해 1930년대 중후반에 정부의 조정과 보조금이 중단될 때까지 농촌 지역의 세금, 인프라, 경제, 문화 및 교육 장비와 메커니즘을 현대화하는 데 실질적이지만 제한적인 진전을 이루었다. 농촌 재건 운동가들은 공산주의 폭력적 토지 개혁과 국민정부의 개혁주의 사이에서 인권과 개인의 자유에 대한 존중을 기반으로 한 "제3의 길"을 교육적 교리로 옹호했다.
경제적 개선과 사회 개혁은 혼합적이었다. 중국국민당은 여성의 권리와 교육, 일부다처제 폐지, 전족 폐지를 지지했다. 장제스의 지도 아래 중화민국 정부는 의회에 여성 할당제를 도입하여 여성 전용 의석을 마련하기도 했다. 난징 10년 동안, 평범한 중국 시민들은 왕조 시대에는 결코 가질 수 없었던 교육을 받을 기회를 얻었으며, 이는 중국 전역의 문맹률을 높이는 데 기여했다. 교육은 또한 삼민주의의 민주주의, 공화주의, 과학, 입헌주의, 그리고 국민당의 중국 국민주의에 기반한 정치 훈련의 이상을 고취했다. 그러나 국민당 통치 하에서도 주기적인 기근이 계속되었다: 1928년부터 1930년까지 중국 북부, 1936년부터 1937년까지 쓰촨성 등. GDP 성장률은 1929년부터 1941년까지 연평균 3.9%를 기록했으며, 1인당 GDP는 약 1.8%였다. 다른 기관들 중에서도 국민정부는 중앙연구원과 중국 중앙은행을 설립했다. 1932년, 중국은 처음으로 올림픽에 단 한 명의 선수인 류창춘으로 구성된 팀을 파견했다.^  중국의 결정은 주로 일본이 일본의 괴뢰국인 만주국에서 선수들을 보내려 했다는 사실에 동기 부여를 받았다. 그들은 이후 1936년 올림픽에 더 큰 팀을 보냈다.

### 우정 시스템
이 기간 동안 중국 우체국은 12,000개 이상의 지점으로 극적으로 확장되었으며, 우체국은 또한 특히 도시-농촌 간 송금을 포함한 통화 교환 및 현금 취급 기관으로 활동하여 몇 안 되는 진정한 국가 기관 중 하나가 되었다. 우체국은 보험, 저축 계좌, 상품권 등 이러한 서비스를 넘어선 서비스도 제공했다. 이러한 은행과 유사한 활동은 도시 노동자들이 농촌 지역의 가족을 지원할 수 있는 신뢰할 수 있는 기관을 가짐으로써 이주가 가능하게 했으며, 내륙 및 해안 지역 경제 현대화에 크게 기여했다.

### 교육
새로운 교육부는 교육 시스템을 통합하고 재편성하여 전국적으로 고등 교육을 제공하고 교육받은 인구를 양성하는 데 도움이 되는 13개 국립 대학, 5개 기술 대학, 9개 성립 대학을 설립했다. 또한 사립 고등 교육 기관은 국가 보조금을 받았는데, 53개 사립 단과대학 및 대학 중 40개가 1936년에 보조금을 받았다. 중등 교육은 더욱 현저한 발전을 보였으며, 학교 수가 400% 이상 증가하여 중학교 2,042개, 사범학교 1,211개, 전문학교 370개가 설립되었고, 이들 학교의 총 등록 학생 수는 545,207명에 달했다.

## 경제 발전

### 재정 조치
국민정부는 명목상 통일을 달성하고 중국의 재정 수입에 대한 통제를 강화하려 했다. 외세에 의해 중국에 부과되었던 관세 제한은 1930년까지 대부분 해제되었고, 수입 관세 증가는 중앙 정부의 수입을 증가시켰다. 관세 징수도 은화에서 금화로 변경되었는데, 이는 대공황 이후 은 가격 하락 때문이었다. 이전에 지방 및 성 관리들이 징수했던 염세는 국민정부의 통제 하에 다시 들어왔다. 성은 여전히 염세를 징수했지만, 국민정부는 수입의 더 많은 부분을 보유했다. 종종 남용되던 국내 무역 대상 세금인 리진은 대부분 폐지되었다.
그러나 국가 수입은 주로 경제의 현대 부문에서 나왔고, 농업은 경제의 큰 부분을 차지했음에도 불구하고 농업으로부터의 세금 징수는 난징에 의해 통제되지 않았다. 이는 국민정부가 효과적으로 수입을 늘릴 능력을 심각하게 제한하여, 지출을 충당하기 위해 많은 차입과 채권 발행으로 이어졌다. 토지세는 개혁되거나 징수가 개선되지 않은 채 성의 손에 남아 있었다. 1928년 토지세를 성에 넘겨준 것은 GDP의 약 65%를 성의 세금 징수 권한에 넘겨준 것이었으며, 이는 주로 성이 수입원을 유지하도록 허용하여 국가 통일을 달성하려는 정치적 이유에서였다.
이 시기 정부 부채는 장제스가 중국군 현대화를 추진하면서 군사비 지출이 증가하여 상당한 액수로 늘어났다. 난징 정부는 중국 시장에 16억 위안 상당의 채권을 발행하여 1936년까지 총 20억 위안의 채권 부채를 기록했다. 상하이와 더 넓은 중국 채권 시장은 국민정부에 상당한 현금 흐름을 제공하며 잘 작동했다.

### 인프라 개발
국민정부는 군사적 목적으로 도로 건설에 막대한 투자를 했다.(p. 10) 난징 10년 동안 총 11만 5천 킬로미터의 도로를 건설했는데, 이는 8만 2천 킬로미터에 해당한다.(p. 10) 도로 건설을 용이하게 하기 위해 많은 도시의 오래된 성벽과 판자촌이 철거되었다.(p. 10) 또한 이 기간 동안 국민정부는 5억 위안 상당의 산업 기계를 수입했는데, 이 수치는 소련의 산업 발전과 비교하면 인상적이지 않지만, 당시 빈곤하고 파벌적이며 농업 위주였고 정치적으로 분열된 중국에게는 상당한 액수였다. 이 산업 기계의 대부분은 성장하는 신생 산업에 중요한 직물, 식료품, 시멘트, 화학 물질에 투입되었다. 군벌에 의해 방치되고 무시되었던 전신 시스템은 회복되었을 뿐만 아니라 95,000킬로미터 이상으로 확장되었고, 전화선 길이도 4,000킬로미터에서 52,500킬로미터로 12배 증가했으며, 현대 통신을 용이하게 하는 기본 인프라의 복구는 인프라 개발의 중요한 부분이었다.
| 부문              | 1928-29 | 1933-34 | 1936-37 |
| ----------------- | ------- | ------- | ------- |
| 수입*             | 434     | 836     | 1168    |
| 관세              | 179     | 352     | 379     |
| 염세              | 30      | 177     | 197     |
| 상품세            | 33      | 118     | 173     |
| 기타**            | 92      | 42      | 121     |
| 차입              | 100     | 147     | 298     |
| 지출*             | 434     | 836     | 1168    |
| 당                | 4       | 6       | 7       |
| 민간*             | 28      | 160     | 160     |
| 군사              | 210     | 373     | 521     |
| 대출 및 배상 상환 | 160     | 244     | 302     |
| 기타              | 32      | 53      | 178     |

*1928-29년을 제외한 모든 연도에 세금 징수 비용이 공제됨
**주로 인지세, 성 송금, 정부 사업 이익 및 기타 수입원으로 구성됨
| 년도 | 수입  | 수출  |
| ---- | ----- | ----- |
| 1910 | 649   | 503   |
| 1920 | 997   | 614   |
| 1929 | 1,620 | 1,070 |
| 1930 | 1,723 | 944   |
| 1931 | 2,002 | 915   |
| 1932 | 1,524 | 569   |
| 1933 | 1,345 | 612   |
| 1934 | 1,030 | 535   |
| 1935 | 919   | 576   |
| 1936 | 941   | 706   |

### 농업
장제스의 뜻을 실현하는 역할을 한 야전사령부는 특히 농촌 지역의 경제 발전에도 나섰다. 국민정부가 장려한 협동조합은 농촌 지역 발전의 주요 원천으로, 대출, 종자, 비료, 도구를 제공하고 관개 시설, 작업장 건설, 홍수 통제 및 토양 회춘을 위한 나무 심기 등을 조정했다. 농촌 금융 지원국은 또한 농촌 및 협동조합에 자본을 제공했다. 그러나 이러한 프로그램은 전국적이지 않았으며, 시행된 지역에서도 보편적이지 않았다. 그럼에도 불구하고 진전은 주로 장제스의 통제와 관심, 자원 지원을 가장 많이 받은 하양쯔 및 중앙 양쯔 지역에서 이루어졌다. 1935년 중반까지 총 6,223개의 협동조합이 결성되었으며, 회원 수는 71만 명 이상이었다. 공산군 주둔으로 인해 가장 큰 노력이 이루어진 장시성에서는 원조 또는 대출로 340만 위안 이상이 지출되었고, 추가적으로 2,500개의 쟁기, 수천 개의 농기구, 18만 킬로그램의 쌀 종자가 제공되었다.
또한 최대 3개월분의 식량을 저장할 수 있는 곡물 창고가 설치되었고, 1935년 난창 본부 지역에는 228,000톤의 곡물이 저장되었다.

### 산업
난징 십년 동안, 경공업은 압도적으로 사유 소유였다.(p. 67)

## 군벌 활동

### 광둥
천지탕, 광둥성의 총독은 군벌의 전형적인 모습처럼 무엇보다 자신의 성 발전을 우선시했으며, 정치적으로 편리할 때 난징과 협력했지만, 그럼에도 불구하고 자신의 성에 헌신했다. 이러한 목표를 위해 광둥성은 그의 통치 하에 대규모 고속도로 건설 프로그램을 시작하여 1929년 3,661km에서 1935년에는 17,587km로 증가하여 성별로는 중국 최고를 기록했다. 또 다른 하나는 광범위한 도로망이 성 전체의 군대 이동을 용이하게 하여 도적떼를 진압하는 데 군대를 활용한 것이었다.
천은 성내의 입지를 확보한 후 군사 발전을 최우선 과제로 삼아 1931년 6월 5만 명이었던 병력을 1932년 7월까지 15만 명 이상으로 확장했다.
| 지휘관/ 편성 | 제1군  | 제2군    | 제3군    | 독립군     |
| ------------ | ------ | -------- | -------- | ---------- |
| 지휘관       | 위한모 | 향한핑   | 리양징   |            |
| 참모장       | 양강   | 예민위   | 저우즈   |            |
| 정치부 국장  | 리쉰환 | 리허링   | 디쥔첸   |            |
| 제1사단      | 리쩐추 | 장메이신 | 황팅전   | 황런환     |
| 제2사단      | 예자오 | 장다     | 황즈웨이 | 장루이구이 |
| 훈련사단     |        |          |          | 모페이난   |
| 경호여단     |        |          |          | 천한광     |
| 제1여단      |        |          |          | 판더싱     |
| 제2여단      |        |          |          | 천장       |
| 제3여단      |        |          |          | 옌잉위     |
| 제1-8연대    |        |          |          |            |

훨씬 더 커진 그의 군대에 장비를 갖추기 위해 천은 1933년부터 1935년까지 스징 병기창을 개조하여 2,000명의 노동자를 고용하고 연간 240만 위안의 비용을 지출했다. 이 병기창은 월간 12,000정의 소총, 2,100,000발의 탄약, 6-18개의 박격포, 6-18개의 기관총, 1,200개의 포탄, 20,000개의 수류탄을 생산했다. 그러나 이것만으로는 포병 생산과 방독면 면에서는 불충분하다고 여겨졌고, 이를 보완하기 위해 1,100만 위안이 추가로 다른 병기창 건설에 사용되었지만, 이러한 프로젝트는 양광사변이 발발하고 천이 실각할 때까지 완료되지 못했다. 천은 또한 1932년에 12대의 전차와 15대의 장갑차를, 그리고 1933년부터 1936년까지 29대의 전투기, 10대의 정찰기, 6대의 단엽기, 6대의 폭격기, 3대의 훈련기, 1대의 수송기를 구매하여 그의 공군력을 강화했다. 이러한 물자 구매와 함께 사오관에는 30만 위안 규모의 항공기 공장이 건설되었다.
| 세금 이름      | 1930-31     | 1932-33    | 1934-35    |
| -------------- | ----------- | ---------- | ---------- |
| 수입           |             |            |            |
| 성 재정:       |             |            |            |
| 모든 세금 수입 | 28,858,817  | 31,731,193 | 52,181,711 |
| 비과세 수입    | 20,537,010  | 17,226,681 | 22,045,527 |
| 합계           | 49,395,827  | 48,957,874 | 74,227,238 |
| 지출           |             |            |            |
| 성 재정:       |             |            |            |
| 정기 비용      | 16,988,095  | 15,401,788 | 30,143,869 |
| 총 지출        | 65,666,101  | 63,969,102 | 72,432,654 |
| 성 재정 잔액   | -16,270,274 | 14,993,228 | +1,794,584 |

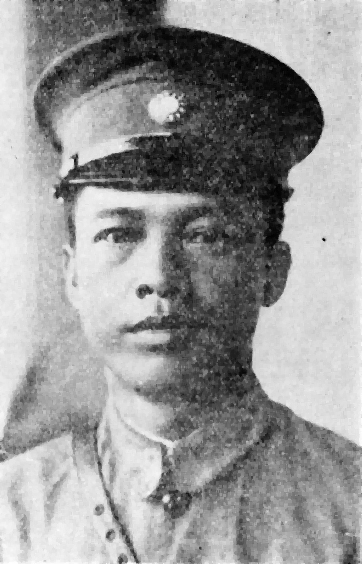
1936년 실각할 때까지 광둥성의 성장천지탕

표에서 알 수 있듯이, 광둥성(Guangdong)은 지속적으로 예산 적자를 기록했고 과도한 지출로 인해 중앙 재무부에 배정된 금액이 중앙 정부에 전달되지 않았다. 물론 성의 군사비는 중앙 재무부에 배정되었고 성 재무부에 배정되지 않았지만, 적자가 발생할 경우 성 재무부에서 부족분을 메웠다.
| 수입 및 지출 | 1930-31     | 1932-33     | 1934-35     |
| ------------ | ----------- | ----------- | ----------- |
| 소금세       | 8,325,137   | 7,054,409   | 5,004,271   |
| 담배/와인세  | 4,103,348   | 4,635,919   | 5,029,683   |
| 인지세       | 1,692,228   | 1,731,235   | 1,998,822   |
| 관세         | 632,690     | 37,258      | 63,098      |
| 통합세*      | 1,275,677   | 10,176,848  | 15,257,598  |
| 아편 억제    | 5,994,699   | 8,699,971   | 11,271,292  |
| 기타         | 7,911,580   | 188,780     | 283,306     |
| 비과세 수입  | 1,672,362   | 3,959,155   | 5,004,956   |
| 총계         | 31,607,721  | 36,483,575  | 43,913,026  |
| 당비         | 49,880      | 15,856      | 30,472      |
| 외교비       | 5,320       | 4,088       | 7,862       |
| 내무 행정비  | 236,993     | 352,536     | 406,999     |
| 재정 행정비  | 1,378,978   | 572,797     | 2,725,880   |
| 교육비       | 1,277,800   | 1,993,597   | 3,590,275   |
| 군사비       | 40,256,960  | 45,412,781  | 59,956,742  |
| 기타         | 13,442,491  | 7,595,984   | 3,772,706   |
| 총계         | 56,648,422  | 55,947,639  | 70,490,936  |
| 잔액         | -25,040,701 | -19,464,064 | -26,577,910 |

*천, 궐련 담배, 면사, 성냥, 시멘트에 대한 소비세
광둥 국고는 천지탕 치하에서 결코 이익을 내지 못했으며, 이는 장제스를 분노케 했다. 장제스는 1931년(천의 대규모 군사 확장 이전)에 천이 자신의 군사비 지출을 충당하기 위해 국고 전체를 요구했다고 불평했다. 중앙 정부 규정에 따르면 월 150만 위안을 초과해서는 안 되었지만, 천은 1931년에 자신이 보유한 병력의 세 배에 달하는 월 430만 위안을 요구했다. 그는 또한 자신이 점령한 광시 지역에서 월 80만 위안을 벌어들였지만, 이를 중앙 정부에 전혀 보고하지 않았다.

## 사회 정책
장시성에서는 신생활운동이 장제스의 동기 부여와 공산주의를 근절하기 위한 그의 포위 섬멸 작전에 의해 추진되었다. 이 운동은 공산주의에 맞서 사회를 동원하고 실행 가능한 대체 행정 시스템을 제공하는 것을 목표로 했다. 슝스후이는 1931년부터 1942년까지 장시성의 장기적인 총독이었다. 이 협회는 1935년 말까지 현 수준으로 조직되었고, 장시성에서만 64개 현, 2개 향, 2개 특별구에 협회가 있었다.
1935년까지 이 운동은 중국 내 YMCA 및 교회와 공개적으로 협력하고 있었으며, 운동의 원칙을 풀뿌리 수준뿐만 아니라 교회 예배 중에도 전파하기 위해 최대 10명의 회원으로 구성된 신생활 부대가 조직되었다. 장제스와 그의 아내는 공개적으로 기독교 지도자들을 이 운동에 임명하고 그들을 방문하여 운동과의 협력을 촉구했다.
정부는 추가적으로 보 수준에서부터 학교를 재편성하고 쑨원의 인민학교를 설립했다. 교육을 위한 중앙 정부의 자금은 1933년 2,329만 위안에서 1936년 5,540만 위안으로 증가했지만, 학교는 또한 지역 엘리트들에게서 보조금을 받았기 때문에 총 교육 예산은 알 수 없다. 신생활운동의 가르침은 교육과정에 반영되었다. 학교는 10세에서 16세 사이의 학생들과 16세에서 50세 사이의 성인들을 받아들였다. 교육과정에는 쓰기, 읽기, 수학, 삼민주의, 공산주의 잔학 행위, 전통 도덕, 시민권 체육 및 자기 방어가 포함되었다. 또한 지역 농업, 협동조합 및 신생활 원칙을 장려했다. 특히 효에 대한 수업은 국가에 대한 자기 희생이라는 측면에서 강조되었다. 1934년 장시성에는 47개 현과 5개 특별구에 1,168개의 인민학교가 있었고, 56,500명의 학생과 2,025명의 교사가 있었으며, 연간 비용은 65,022위안이었다.
보갑학교는 주로 아동의 문맹 퇴치에 중점을 두었다. 성인의 경우, 이전에 교육을 받지 못한 6세에서 15세 사이의 아동은 4년 동안 의무적으로 등록해야 했다. 학교에 다니지 않았던 성인은 야간 수업에 6개월 동안 참석해야 했다. 학교는 성 정부, 군사위원회, 의화단배상금 기금에서 자금을 얻었지만, 보갑학교는 성 및 지방 정부뿐만 아니라 지역 엘리트로부터도 자금을 얻었다. 1935년에는 14,448개의 학교가 있었고, 전체 보갑의 54.3%가 학교를 소유했으며, 이 비율은 1937년에 총 학교 수가 17,938개로 증가하면서 높아졌다.

## 같이 보기
- 일당제 자본주의
- 아시아 제2차 세계 대전 발발 전 사건의 타임라인